# Едуар Лало

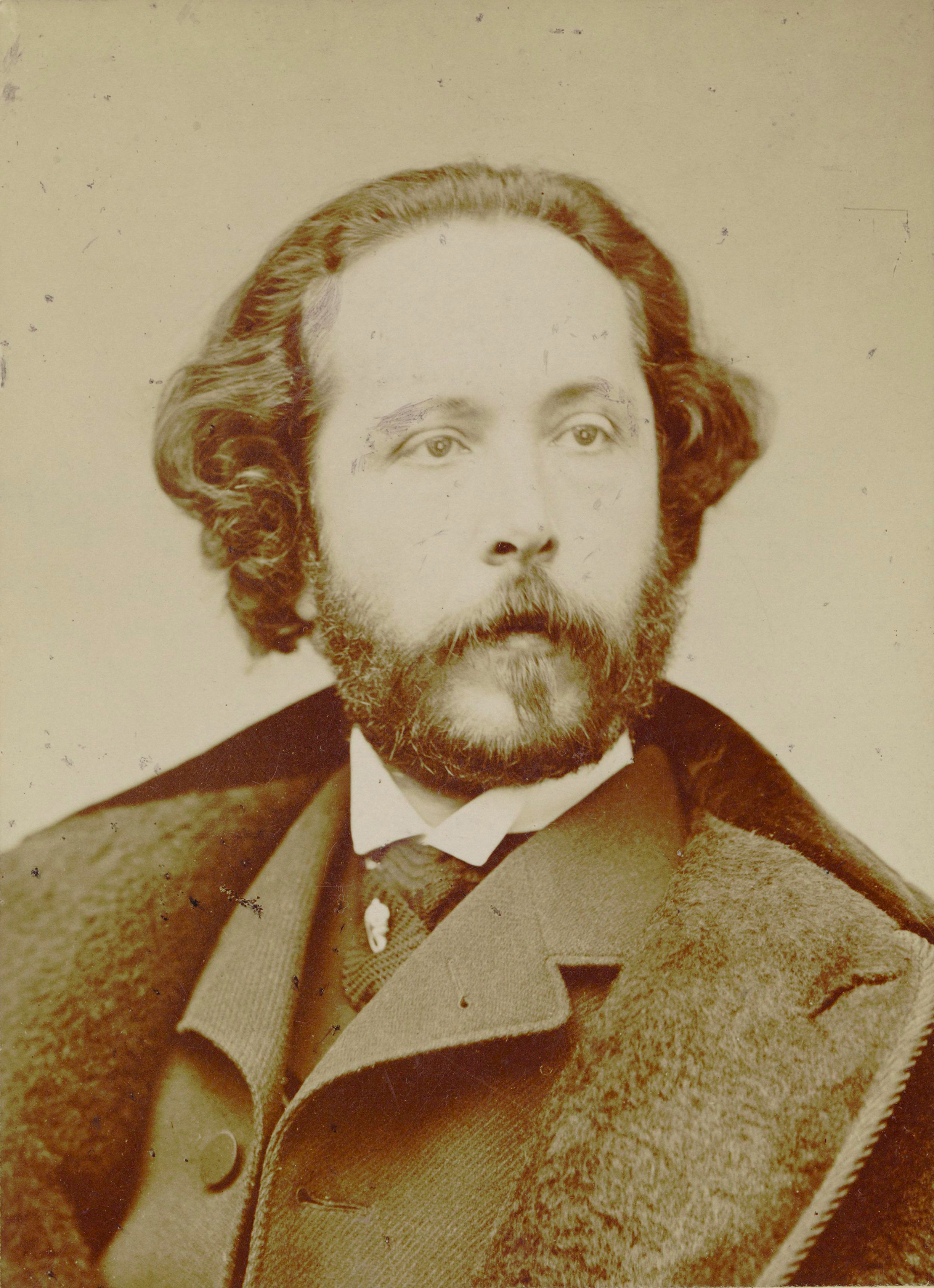
Едуар Лало, близько 1865 р.

Едуар Лало (фр. Édouard-Victoire-Antoine Laló; 27 січня 1823 — 22 квітня 1892) — французький композитор.

## Біографія
Народився у місті Лілль. Освіту отримав в Паризькій консерваторії як композитор і скрипаль. Грав на скрипці та альті в паризьких оркестрах і в складі струнного квартету під керівництвом Жуля Арменго (з 1855
У ранній творчості Лало переважали камерні твори: два фортепіанних тріо, скрипкова соната (1856), цикл романсів на вірші Віктора Гюго, струнний квартет. Одруження в 1865 р., після смерті першої дружини, на одній зі своїх учениць, молодій співачці Жюлі Берньє-малина, звернула помисли Лало до опери, проте його перша робота в цьому жанрі, опера «Фієскі» (фр. Fiesque; 1866, за п'єсою Фрідріха Шиллера «Змова Фієскі в Генуї») була відкинута театрами і вперше виконана цілком лише в 2006 році. популярнішими були його скрипкові концерти, зокрема найвідомішим його твором вважається «Іспанська симфонія» для скрипки з оркестром, виконана вперше Пабло Сарасате.

## Основні твори
Опери:
- Фієско (напис. у 1866—1868 рр., пост. 2007 р.)
- Король Іса (напис. у 1875—1878 рр., пост. 1888 р.)
- Жакерія (напис. у 1891—1892 рр., пост. 1895 р.)

Балет:
- Намуна (пост. 1882 р.)

Для інструментів соло з оркестром:
- Іспанська симфонія для скрипки з оркестром (1874)
- Норвезька рапсодія для скрипки з оркестром (Rhapsodie norvégienne, 1878)
- Російський концерт для скрипки з оркестром (Concerto russe, 1879)
- Романс-серенада для скрипки оркестром (Romance-sérénade)
- Концерт для віолончелі з оркестром (1877)
- Концерт для фортепіано з оркестром фа мінор

Камерні твори
- Фортепіанний квінтет
- Струнний квартет (op.19, 2-а редакція — op.45)
- 3 фортепіанні тріо
- ряд творів для скрипки і фортепіано, для віолончелі.